# Эльфы (D&D)
Эльфы (самоназвание «Тел’квессир», что означает «народ») — гуманоидная раса из серии ролевых игр Dungeons & Dragons. Раса объединяет в себе несколько подрас, отличающихся между собой как внешне, так и по мировоззрению. Раса эльфов впервые появилась в оригинальном издании Dungeon & Dragons 1974 года, восходя от корней, заложенных Д. Толкином в его книгах, посвящённых Средиземью. Отличительной особенностью эльфов D’n’D является их детальная проработка, включающая описание анатомических и физиологических аспектов, проработку их истории, мифологии, религии, мировоззрения, способностей и других свойств, характеризующих их как субъектов ролевой игры. Эльфы, предложенные по концепциям Dungeons & Dragons, приравниваются исследователями к эльфам Толкина, так как являются объектом для подражания многих фэнтези-авторов, наиболее ярко проявившись в облике тёмного эльфа Дриззта До’Урдена из вселенной Forgotten Realms, проработанного Робертом Сальваторе, и Лириэль Бэнр, придуманной писательницей Элейн Каннингем.

## Общая информация
Эльфы известны своим поэтическим, песенным и магическим искусством, а когда угрожает опасность, они показывают великолепное умение обращения с оружием и стратегические навыки. Срок жизни эльфа в среднем около 700 лет, а иногда может достигать и 1200 лет. Эльфы стройны, ростом от 4,5 до 5,5 футов (немного ниже людей). Цвет кожи, глаз и волос зависит от подрасы, но самый распространенный тип — бледная кожа, черные волосы и зеленые глаза. Эльфы не имеют растительности на лице и теле, а волосы на голове предпочитают носить длинные, причем и мужчины, и женщины. Эльфы обладают большой ловкостью и природной грацией, многие расы считают их захватывающе красивыми.
Эльфов часто считают легкомысленными и отчуждёнными. На самом деле они не такие, и люди часто обнаруживают, что их характер невозможно понять. Их заботит природная красота, танцы и веселье, игры и песни, если необходимость не навязывает другое. Они не любят корабли и шахты, но обожают выращивать что-нибудь и созерцать открытое небо. Даже несмотря на то, что эльфы склонны к высокомерию и надменности, они относятся к своим друзьям и компаньонам как к равным. Они не заводят друзей легко, но друг (или враг) никогда не будет забыт. Эльфы предпочитают держаться в отдалении от людей, недолюбливают карликов, и ненавидят злых обитателей лесов. Все эльфы ненавидят дроу, которых считают позором эльфийской расы.
За редким исключением, эльфы предпочитают селиться в лесистой местности. Поселения их не отличаются внушительными размерами и редко насчитывают больше нескольких сотен жителей. Обнаружить их трудно: постройки тел’квессир легко сливаются с окружающей средой. А если добавить к этому привычку тел’квессир по возможности избегать контактов с посторонними, неудивительно, что случайные встречи с ними крайне редки. Если они сами не захотят вас увидеть, вы их точно не найдёте.
Эльфы, которые живут среди людей, а таких немало, в полной мере проявляют природную склонность к изящным искусствам: чаще всего они становятся менестрелями, художниками или мудрецами. Кроме того, учитывая всем известное мастерство тел’квессир в обращении с мечом и луком, у настоящих мастеров не бывает отбоя от учеников, и они зарабатывают деньги, обучая желающих искусству боя.
Игровой персонаж может быть священником, бойцом, волшебником, вором или рейнджером. Вдобавок, эльф может решить стать мульти-классовым бойцом/магом, бойцом/вором, бойцом/магом/вором или магом/вором.

## Игровые характеристики
- Базовые характеристики: +2 Ловкость, −2 Телосложение.
- Начальные характеристики: Сила: 3-18, Ловкость: 7-19, Телосложение: 6-17, Интеллект: 8-18, Мудрость: 3-18, Обаяние: 8-18
- Средний рост: Как существа со средним ростом, эльфы не имеют никаких специальных бонусов или штрафов.
- Средняя скорость: 30 футов за раунд.
- Стойкость: эльфы устойчивы к волшебному сну, имеют расовый бонус +2 на броски спасения против Очарования и заклинаний, воздействующих на разум.
- Темновидение: у всех эльфов (не только дроу) развито инфравидение, также они обладают Сумеречным зрением.
- Специализация на оружии: длинный меч, рапира, большой лук, короткий лук
- Расовые бонусы: +2 к проверкам умений Слушать, Искать, и Обнаруживать, Обостренное чувство.
- Автоматические Языки: Всеобщий и Эльфийский.
- Бонусные языки: Драконский, Гнолльский, Гномский, Гоблинский, Оркский и Сильванский. Эльфы обычно знают языки своих врагов и друзей, а также Драконий язык, который используется в древних томах секретного знания.
- Одобренный класс: Волшебник, Воин, Бард, Друид.

## Расовая история
Происхождение тел’квессир неясно, но скорее всего они появились во время войны между Груумшем и Кореллоном. Во время одной из битв пролилась кровь Кореллона, из неё, согласно преданию, появились эладрин. Эльфы, которым не слишком нравятся претензии эладрин на лидерство среди всех тел’квессир, подкрепленные легендой о первородстве, не слишком верят в правдивость этой легенды. Учитывая способность Фейвильда порождать «эхо» обитателей Прайма, нельзя сбрасывать со счетов возможность того, что тел’квессир — именно такое «эхо», одно из многих. Но как бы там ни было, нет никаких сомнений в том, что на Абер-Торил тел’квессир явились с Фейвильда, известного также как Фейри, около сотни тысяч лет назад. Первыми из них прибыли зеленые эльфы.
По прибытии они занялись строительством собственных империй, первая из которых была провозглашена около 24 000 лет до ЛД золотыми эльфами, хотя существуют письменные свидетельства присутствия тел’квессир на Ториле еще за 30 000 лет до ЛД, то есть в эпоху когда драконы создавали свои первые империи.
Довольно мирное правление тел’квессир на Ториле длилось до 12 000 лет до ЛД, когда золотые эльфы Арвандаара силой оружия покорили темных и зеленых эльфов Мийеритара и положили начало первой из войн Войн Короны, растянувшихся в итоге на три тысячелетия.
Четвертая война закончилась поражением темных эльфов Илитиира и изгнанием их в глубины Подземья, где они со временем превратились в дроу. Последняя, пятая война, закончилась заключением всеобщего мира между тел’квессир (за исключением, естественно, дроу) и появлением дварфов, как одной из главных сил на Ториле.

## Подрасы
Существует семь ветвей эльфийской расы: водные, лунные , звёздные, солнечные, небесные, лесные и тёмные (дроу). Эльф как игровой персонаж всегда считается принадлежащим к самому распространённому виду — к лунным эльфам, хотя игрок может выбрать другой вид с разрешения мастера. На посторонний взгляд, разница между группами больше внешняя, но большее число эльфов считает, что между всеми группами есть критически важные различия. Водные эльфы проводят свою жизнь в плаваниях. Золотые эльфы считаются наиболее благородными и серьёзными представителями этого народа. Лунные эльфы самые обычные и похожие на людей. Лесные эльфы считаются дикими, темпераментными, и жестокими. Все перечисленные считают, что тёмные эльфы безнравственны и злы, и больше не являются частью эльфийского сообщества.

### Солнечныеэльфы
Солнечные эльфы, которых также называют золотыми эльфами, высшими эльфами (High Elves) и эльфами Восхода, имеют кожу цвета коричневого, волосы красного, золотого или черного цвета. Глаза их цвета серебра, золота или же чёрные. Золотые эльфы считаются наиболее цивилизованными из всех эльфов и наиболее равнодушными к людям и другим расам. Солнечные эльфы часто ведут себя надменно к остальным расам и эльфам. Большинство коренных жителей королевства Эвермит — золотые эльфы, хотя королевская семья состоит из лунных эльфов.
Во многих мирах D&D существует два вида высших эльфов. Один вид (который включает серых эльфов и эльфов долин Серого Ястреба, сильванести Саги о Копье и солнечных эльфов Забытых Королевств) высокомерен и замкнут, считая себя выше не-эльфов и даже других эльфов. Другой вид (включающий высших эльфов Серого Ястреба, квалинести из Саги о Копье и лунных эльфов из Забытых Королевств) более распространён и дружелюбен, и часто встречается среди людей и других рас.
У солнечных эльфов Фаэруна (также называемых золотыми эльфами или эльфами восхода) бронзовая кожа и волосы медного, чёрного или золотистого оттенка. У них золотые, серебристые или чёрные глаза. Лунные эльфы (также называемые серебряными или серыми эльфами) гораздо бледнее, с алебастровой кожей, имеющей иногда оттенок синего. У них часто серебристо-белые, чёрные или синие волосы, но и различные оттенки светлых, коричневых и рыжих тонов также не являются редкими. У них синие или зелёные глаза с золотыми вкраплениями.

#### Увеличение характеристик
Значение вашего Интеллекта увеличивается на 1. Солнечный эльф может говорить, читать и писать на ещё одном языке, на ваш выбор.

#### Владение эльфийским оружием
Вы владеете длинным мечом, коротким мечом, коротким и длинным луками.

#### Солнечные эльфы
Солнечные эльфы мигрировали в Фаэрун в то же время, что и лунные и темные эльфы. Хотя они были наименее многочисленным из этих трех народов, тем не менее быстро основали несколько великих наций, включая Эривандаар и Отрейер. Под лидерством Дома Вишаан династия солнечных эльфов солнца, нация Эривандаар в особенности, скоро стала мощнейшим эльфийским царством своего времени.
Солнечные эльфы предпочитают традиционный путь эльфийского народа: боец и волшебник. Ни одному из солнечных эльфов не может быть близко пойти путём варвара, хотя солнечный эльф, выросший среди более дикой семьи, в очень редких случаях может захотеть взять уровни в классе варвара. Из них получаются хорошие барды. Солнечные эльфы — также неплохие клерики и паладины среди эльфийских рас. Искусства скрытности и стрельбы из лука распространены среди солнечных эльфов нешироко, так что рейнджеры и жулики среди них сравнительно редки. Общество и культура солнечных эльфов пропитаны обаянием магии и её изучения. Они часто становятся невероятно талантливыми волшебниками, а их естественный интеллект делает их наиболее подходящими для такой карьеры. Редкие солнечные эльфы-авантюристы не начинают изучать магию в некоторой точке своей карьеры. Солнечные эльфы часто выбирают престиж-классы, позволяющие им продолжать их специализированные изучения.

### Лунные эльфы
Самая обычная из эльфийских подрас Фаэруна — лунные эльфы. Они имеют светлую кожу, иногда с голубоватым оттенком, и серебряно-белые, черные или синие волосы; человекоподобные цвета несколько реже. Их глаза — синие или зеленые, с золотыми пятнами.
Лунные эльфы предпочитают одеваться в деревенского стиля одежды из простых деталей, которые, однако, тонко и изящно изготовлены. Они украшают свое платье вышитыми образами, бусинками и подобными атрибутами, предпочитая для каждодневного ношения земляные цвета, оттенки, которые легко позволяют скрыться в листве. При безопасности или во время кутежей лунные эльфы любят одеваться в смелые цвета — чем ярче, тем лучше. Волосы носятся косицами или «конскими хвостами», перевитыми нитями или бусинками. Лунные эльфы иногда раскрашивают тело или татуируют его мистическими обрами, хотя и не в той степени, как дикие эльфы. В 3й редакции D&D лунные эльфы имеют стандартный рост, но их вес меньше, чем у остальных.
Лунные эльфы избрали для уединения леса, как и многие их собратья. Они поклоняются луне и черпают от неё свою магическую силу. В полнолуние Лунные эльфы становятся особенно могущественны. Лунные эльфы самые общительные среди своих собратьев и легко идут на контакт с другими расами (из-за чего и отделились от высших Эльфов). Частенько, опять же из-за любопытства и жажды приключений, присоединяются к отрядам авантюристов и приключенцев. У лунных эльфов обычно сиреневая кожа и серые или белые волосы. Глаза у них часто зелёные или голубые.
Более, чем других эльфов, лунных эльфов тянет к разнообразию путей. У них велика любовь к музыке, и из них получаются превосходные барды. Лунные эльфы не обладают ни такой же глубиной почтения к Селдарину, как солнечные эльфы, ни связью с природой лесных эльфов, но клерики и друиды часто встречаются среди них. Многие лунные эльфы — квалифицированные воины и имеют по крайней мере несколько уровней в классе бойца, поскольку они долго составляли большую часть эльфийских армий. Но лунные эльфы предпочитают силе скрытность и часто хотят стать вместо этого рейнджерами или жуликами. Наконец, подобно всем эльфам, лунные эльфы очарованы магией, и огромное их количество берется за изучение искусства волшебника.
Лунные эльфы разделяют с солнечными эльфами естественную близость к арканной магии, хотя они обычно в своих заклинаниях более импульсивны. В отличие от своей более дисциплинированной семьи, лунные эльфы часто следуют одновременно двумя или более путями, объединяя изучение магии с искусствами мастера меча или жулика. Их одобренный класс — волшебник.

### Лесные эльфы
Лесные эльфы (Sylvan Elves), называемые также земными эльфами или древесными эльфами, живут в уединении, к людям и другим неэльфийским расам относятся с недоверием. Их кожа как правило медного цвета с оттенком зеленого. Волосы коричневые или черные, а глаза зеленого, коричневого или красно-коричневого цвета. Дикие эльфы наименее организованные, и поскольку не существует самостоятельной нации лесных эльфов, они существуют в каждом эльфийском государстве, в том числе, и на острове Эвермит.
В Фаэруне лесные эльфы (также называемые дикими или зелёными) являются затворниками, не доверяющими не-эльфам.
Кожа лесных эльфов, как правило, имеет медный оттенок, иногда со следами зелёного. У них часто коричневые и чёрные волосы, но иногда они бывают светлого или бронзового оттенков. У них зелёные, карие или орехового цвета глаза.

#### Увеличение характеристик
Значение вашей Мудрости увеличивается на 1.

#### Владение эльфийским оружием
Вы владеете длинным мечом, коротким мечом, коротким и длинным луками.

#### Скорость
Ваша скорость переме щения увеличивается до 35 фт.

#### Маскировка в дикой местности
Вы можете предпринять попытку спрятаться, даже если вы слабо заслонены листвой, сильным дождём, снегопадом, туманом или другими природными явлениями.
Магия диких эльфов часто близко связана с природой. Хотя теория их заклинаний идентична таковой у других рас, дикие эльфы-заклинатели часто добавляют дополнительные устные, телесные и материальные компоненты к заклинанию, просто чтобы заставить его казаться более натуралистическим. Эти дополнительные компоненты не увеличивают фактическое время чтения заклинания. Больше, чем любые другие эльфы, дикие эльфы ценят военные навыки. Варвары и рейнджеры среди диких эльфов весьма обычны. Дикие эльфы не чувствуют близости к Селдарину и нечасто становятся клериками, вместо этого уважая саму природу как друиды Милики, Силвануса или Риллифэйна Раллатила. Дикие эльфы не имеют никаких традиций письменности и мало терпения к многочасовому изучению чего-либо, так что редко становятся волшебниками. В отличие от других эльфов, они предпочитают искусство чародея. Несмотря на недостаток изучения и навыков, дикие эльфы так же естественно талантливы в арканной магии, как и большинство других эльфов. Их одобренный класс — чародей и друид.

### Темные эльфы (Дроу)
Произошедшие от более древней подрасы темнокожих эльфов, дроу были изгнаны с земной поверхности мира, и обречены поклоняться богине Ллос и следовать пути зла и упадка. Теперь они построили свою цивилизацию в глубинах Подземья, устроенную согласно Пути Ллос. Также называемые тёмными эльфами, дроу имеют чёрную кожу, которая напоминает полированный обсидиан и совершенно белые или очень светлые волосы. У них обычно бледные глаза (настолько бледные, что могут показаться белыми) с сиреневым, серебряным, розовым, красным или синим оттенком. Они, как правило, меньше и стройнее, чем большинство эльфов.
Если бы не одно знаменитое исключение, раса дроу моглабы быть повсеместно презираема. Для большинства это раса демонопоклонников, обитающих в глубинах Подземья, появляющихся только в самые тёмные ночи, чтобы грабить и убивать обитателей поверхности, которых они ненавидят. Их общество развращено и обращено к Лолс, их богине-паучихе, которая поощряет убийство и истребление целых семей борющихся за власть.
Тем не менее, как минимум один дроу смог сломать стереотип. В мире Забытых Королевств Дриззт До’Урден, следопыт Севера, проявил себя как добродетельный защитник слабых и невинных. Отвергая своё наследие, и существуя в мире, взирающем на него с ужасом и отвращением, Дриззт стал образцом для тех немногих дроу, кто следует по его стопам, пытаясь найти жизнь вне злого общества их дома — Подземья.
Дроу растут в уверенности, что живущие на поверхности расы хуже их, и ни на что не годятся, кроме как стать рабами. Дроу, у которых пробуждается совесть, или тем, кто считает необходимым сотрудничать с представителями других рас, бывает трудно преодолеть предрассудки, особенно, когда они сами так часто являются объектом ненависти.
Искатели приключений дроу редки, и их раса существует не во всех мирах. Спросите вашего Мастера, можете ли вы играть персонажем дроу.

#### Увеличение характеристик
Значение вашей Харизмы увеличивается на 1.

#### Превосходное тёмное зрение
Ваше тёмное зрение имеет радиус 120 фт., но при этом, вы совершаете с помехой броски атаки и проверки Мудрости (Внимательность), основанные на зрении, если вы, цель вашей атаки или изучаемый предмет расположены на прямом солнечном свете.

#### Магия дроу
Вы знаете заклинание пляшущие огоньки. Когда вы достигаете 3 уровня, вы можете один раз в день использовать заклинание огонь фей. При достижении 5 уровня вы также сможете раз в день использовать заклинание тьма. «Раз в день» означает, что вы должны окончить продолжительный отдых, прежде чем сможете наложить это заклинание ещё раз посредством данного умения. Базовой характеристикой для их использования является Харизма.

Владение оружием дроу:

Вы владеете рапирой, коротким мечом и ручным арбалетом.